# Pyrenulaceae
Pyrenulaceae es una familia de hongos en el orden Pyrenulales. Fue descrita por el botánico alemán Gottlob Ludwig Rabenhorst en 1870. Las especies de esta familia poseen una distribución amplia, especialmente en los trópicos, donde crecen liquenizadas con algas verdes sobre corteza.

## Géneros
- Acrocordiella
- Anthracothecium
- Clypeopyrenis
- Distopyrenis
- Granulopyrenis
- Lacrymospora (ubicación incierta)
- Lithothelium
- Mazaediothecium
- Parapyrenis
- Polypyrenula
- Pyrenographa
- Pyrenowilmsia
- Pyrenula
- Pyrgillus
- Sulcopyrenula